# طرجينة

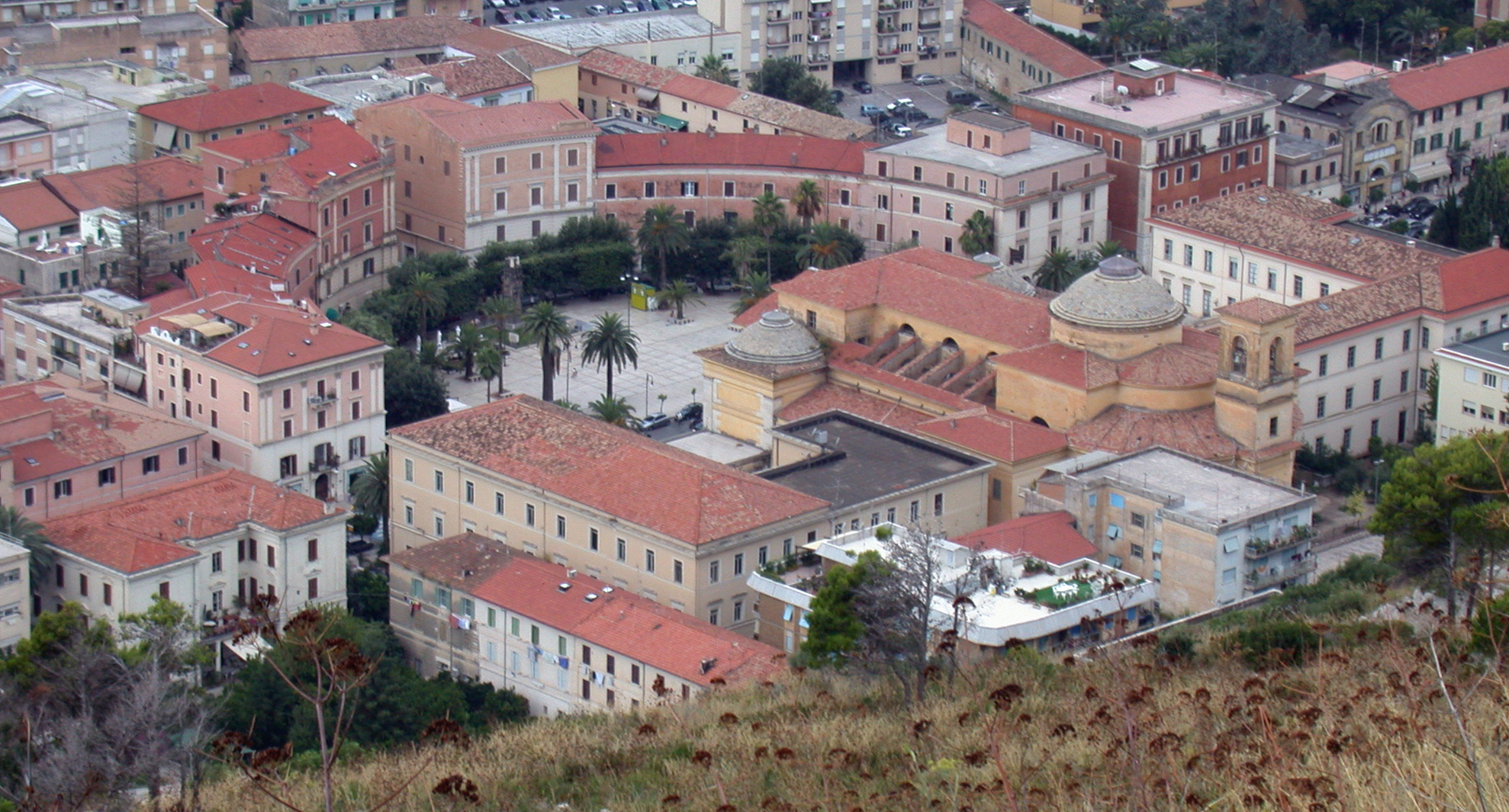
ساحة غاريبالدي وكنيسة القديس سالفاتوري في المدينة السفلى

طرجينة أو تيراتشينا (بالإيطالية: Terracina)، مدينة في جنوب وسط إيطاليا في مقاطعة لاتينا ضمن إقليم لاتسيو عدد سكانها 42.820 نسمة ، تقع على الجانب الجنوبي لسهل بونتينا عند مصب نهر أمازينو مطلة على بحر طرانة عند خليج غيطة، وتعتبر من المصائف المعروفة على الساحل اللاتسيالي كما تحتفظ بمعالم تاريخية عديدة ترجع للعصور الرومانية والوسطى.

## السكان
في سنة 1871 بلغ عدد السكان 5٬373 نسمة، وتطور العدد ليصل في سنة 2011 لـ 44٬233 نسمة.
يظهر هذا المخطط البياني تطور النمو السكاني لـ طرجينة

## توأمة
لطرجينة اتفاقيات توأمة مع كل من:
- يورمالا
- كابورج
- خور
- مايرهوفن
- Mondorf-les-Bains [الإنجليزية]‏
- بيتش
- سرغيايف بوساد
- إكستر
- بجاية
- باد هومبورغ
- بريكسن

## أعلام
- دانيلي التوبيلي
- لوكا ساتورو
- غالبا
- ماسيميليانو كارليني
- باولو دي جيرولامو